# Macrocalamus
Macrocalamus — рід змій родини полозових (Colubridae). Представники цього роду мешкають на Малайському півострові.

## Види
Рід Macrocalamus нараховує 8 видів:
- Macrocalamus chanardi David & Pauwels, 2005
- Macrocalamus emas Quah, Anuar, L. Grismer, Wood & Nor, 2019
- Macrocalamus gentingensis Yaakob & Lim, 2002
- Macrocalamus jasoni Grandison, 1972
- Macrocalamus lateralis Günther, 1864
- Macrocalamus schulzi G. Vogel & David, 1999
- Macrocalamus tweediei Lim, 1963
- Macrocalamus vogeli David & Pauwels, 2005

## Етимологія
Наукова назва роду Macrocalamus  походить від сполучення слів дав.-гр. μακρος — довгий і αλαμος — очерет.